# Hemisus brachydactylus
Hemisus brachydactylus es una especie de anfibio anuro de la familia Hemisotidae.

## Distribución geográfica
Esta especie es endémica de Tanzania. Habita en las regiones de Singida y Dodoma.

## Publicación original
- Laurent, 1963 : Three New Species of the Genus Hemisus. Copeia, vol. 1963, n.º 2, p. 395-399.[5]